# وانسبيك (دائرة انتخابية في المملكة المتحدة)
وانسبيك  (بالإنجليزية: Wansbeck)‏ هي إحدى الدوائر الانتخابية في المملكة المتحدة الممثلة في مجلس العموم في برلمان المملكة المتحدة.
عضو البرلمان الذي يمثلها حالياً هو :Mr Denis Murphy (Lab).